# Лучшие синглы США 2000 года по версии Billboard

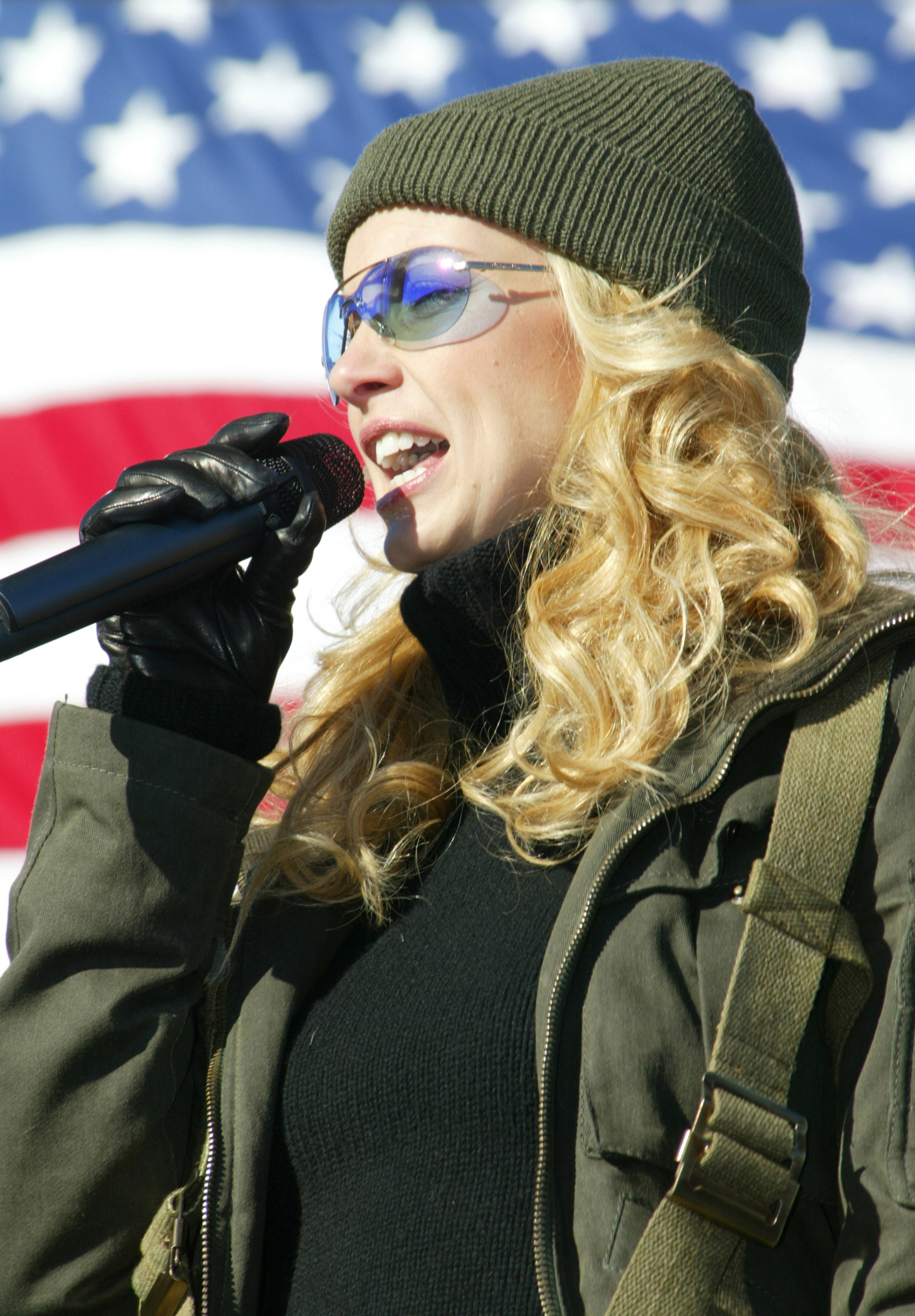
Самый популярный сингл 2000 года «Breathe» исполнила Фейт Хилл. Первым кантри-лидером года была песня «The Battle of New Orleans» Джонни Хортона в 1959 году. (Пэтси Клайн с «I Fall to Pieces» (1961) и Глен Кэмпбелл с «Rhinestone Cowboy» (1975) были близки, но на втором месте)

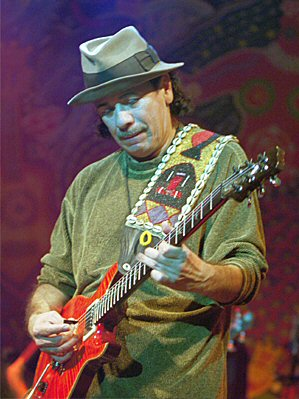
Группа Santana в тройке лучших с двумя хитами «Smooth» и «Maria Maria».

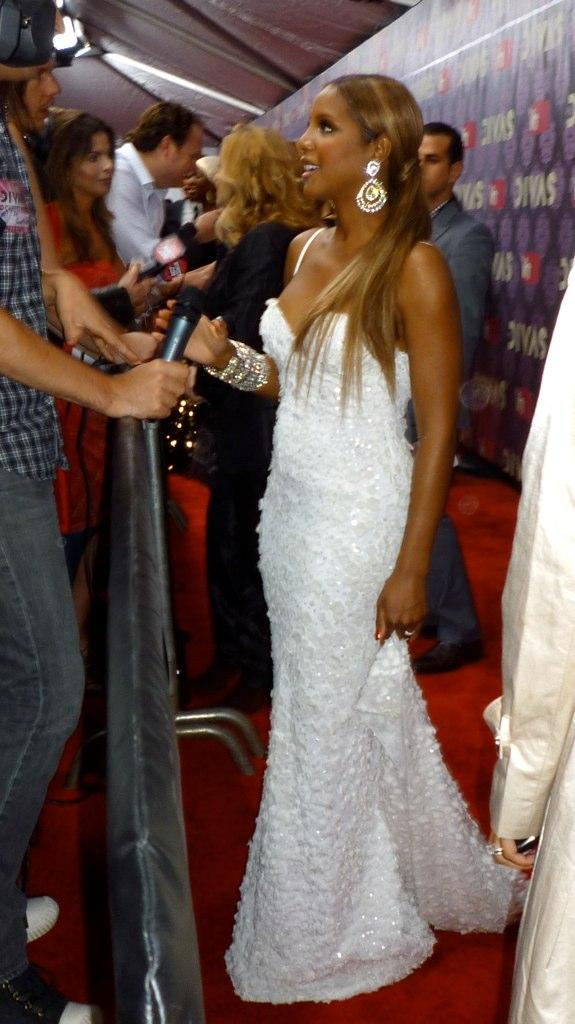
Американская певица Тони Брэкстон, исполнитель одной из лучших песен 2000 года в США.

Лучшие синглы США 2000 года (англ. Billboard Year-End Hot 100 singles of 2000) — итоговый список наиболее популярных синглов журнала Billboard по данным продаж за 2000 год.
Лучшим хитом года стала песня «Breathe» кантри-певицы Фейт Хилл, которая поднималась лишь до второго места в еженедельных чартах. Впервые с 1966 года кантри-песня становится лучшей по итогам года, тогда лидером была песня «Ballad of the Green Berets» SSgt. Barry Sadler. Год стал успешным для рок-музыкантов. Сразу четыре рок-песни вошли в десятку лучших: Santana («Smooth», «Maria Maria»), Vertical Horizon («Everything You Want»), Matchbox Twenty («Bent»). Кантри представлено в топ-10 ещё и вторым хитом «Amazed» группы Lonestar.

## Общие сведения
- Сингл Maria Maria в исполнении Santana пр участии The Product G&B пробыл 10 недель на первом месте Billboard Hot 100 в 2000 году.
- Сингл Independent Women Part I в исполнении трио Destiny's Child пробыл 7 недель на первом месте Billboard Hot 100 в 2000 году, хотя в итоговом годовом списке оказался лишь на № 97.

## Список 2000 года
| Место | Синглы                | Исполнитель                         |
| ----- | --------------------- | ----------------------------------- |
| 1     | Breathe               | Фэйт Хилл                           |
| 2     | Smooth                | Santana при участии Rob Thomas      |
| 3     | Maria Maria           | Santana при участии The Product G&B |
| 4     | I Wanna Know          | Joe                                 |
| 5     | Everything You Want   | Vertical Horizon                    |
| 6     | Say My Name           | Destiny’s Child                     |
| 7     | I Knew I Loved You    | Savage Garden                       |
| 8     | Amazed                | Lonestar                            |
| 9     | Bent                  | Matchbox Twenty                     |
| 10    | He Wasn't Man Enough  | Тони Брэкстон                       |
| 11    | Higher                | Creed                               |
| 12    | Try Again             | Алия                                |
| 13    | Jumpin' Jumpin'       | Destiny's Child                     |
| 14    | Thong Song            | Sisqó                               |
| 15    | Kryptonite            | 3 Doors Down                        |
| 16    | There You Go          | Пинк                                |
| 17    | Music                 | Мадонна                             |
| 18    | Doesn't Really Matter | Джанет Джексон                      |
| 19    | What A Girl Wants     | Кристина Агилера                    |
| 20    | Back At One           | Брайан МакНайт                      |